# 十字架とコイン
『十字架とコイン』（じゅうじかとコイン、英題：Cross and Coin）は、橘いずみの5枚目のオリジナル・アルバム。
1995年2月22日にSony Recordsから発売。規格品番はSRCL-3133。

## 解説
橘いずみが全楽曲を書き、音楽プロデューサー兼ディレクターの須藤晃と共同制作。シングル「スパイシー・レッド」が同時発売。
このアルバムは、2013年7月24日にソニー・ミュージックダイレクトからダウンロード配信された。

## 収録曲
| 全作詞・作曲: 橘いずみ、全編曲: 橘いずみ & 須藤晃。 |                          |          |            |      |
| #                                                   | タイトル                 | 作詞     | 作曲・編曲 | 時間 |
| 1.                                                  | 「平成」                 | 橘いずみ | 橘いずみ   | 5:41 |
| 2.                                                  | 「SHANK BANK JAPAN」     | 橘いずみ | 橘いずみ   | 4:31 |
| 3.                                                  | 「エナメル・ブラック」   | 橘いずみ | 橘いずみ   | 4:36 |
| 4.                                                  | 「スパイシー・レッド」   | 橘いずみ | 橘いずみ   | 4:47 |
| 5.                                                  | 「スキンケア」           | 橘いずみ | 橘いずみ   | 4:41 |
| 6.                                                  | 「にらめっこしましょ」   | 橘いずみ | 橘いずみ   | 4:52 |
| 7.                                                  | 「ウソだよ」             | 橘いずみ | 橘いずみ   | 3:37 |
| 8.                                                  | 「ドッグレース・ブルー」 | 橘いずみ | 橘いずみ   | 4:20 |
| 9.                                                  | 「GOLD」                 | 橘いずみ | 橘いずみ   | 4:18 |
| 10.                                                 | 「かじりかけの林檎」     | 橘いずみ | 橘いずみ   | 5:35 |
| 11.                                                 | 「十字架とコイン」       | 橘いずみ | 橘いずみ   | 7:04 |
| 合計時間:                                           | 合計時間:                | 47:14    |            |      |

## 楽曲解説
1. 平成
2. SHANK BANK JAPAN
3. エナメル・ブラック
4. スパイシー・レッド
9thシングル。
5. スキンケア
6. にらめっこしましょ
7. ウソだよ
8. ドッグレース・ブルー
9. GOLD
8thシングル。
10. かじりかけの林檎
11. 十字架とコイン

## ミュージシャン
All Played by 橘いずみ & 須藤晃
- 橘いずみ
- 須藤晃